# 静岡県立磐田南高等学校
静岡県立磐田南高等学校（しずおかけんりつ いわたみなみこうとうがっこう）は、静岡県磐田市見付に所在する県立高等学校。

## 設置学科
- 全日制課程
  - 普通科
  - 理数科
- 定時制課程
  - 普通科

## 概要
1922年に静岡県立見付中学校として開校した公立高校である。通称は「磐南」（ばんなん）。55分授業6限を採用している(令和４年度より）。2003年度から文部科学省より「スーパーサイエンスハイスクール(SSH)」の指定を受け、理数教育に力を入れている。
2017年度から同校はSSH指定校ではなくなった。
1992年6月、磐田南高校創立70周年記念式典にて、同校と米国カリフォルニア州・マウンテンビュー高校との姉妹校提携調印式が行われた。現在でも交換留学を通じて両校の友好関係が保たれている。遠江国分寺跡に建っている築40年以上の現校舎の老朽化が著しい。令和5年度から現校舎での授業が終了し、新校舎での授業が開始される。
制服は女子が太いラインが一本のセーラー服。男子は詰襟。ほとんどが市内の制服のキンパラで販売されている。

## 沿革
- 1922年 - 静岡県立見付中学校として開校。生徒100名が入学。
- 1948年 - 新学制施行に伴い静岡県立磐田第一高等学校となる。
- 1949年 - 静岡県立磐田南高等学校と改称。
- 1962年 - 定時制課程（夜間）併設。定員40名。
- 1967年 - 定時制課程（昼間）併設。定員80名。
- 1970年 - 理数科設置。定員40名。
- 1978年 - 定時制課程（昼間）募集停止。
- 1981年 - 定時制課程（昼間）閉校。
- 1992年 - アメリカ・マウンテンビュー高校と姉妹校提携。
- 2003年 - 文部科学省よりスーパーサイエンスハイスクール(SSH)の指定を受ける。

## 交通
- JR東海道本線磐田駅徒歩15分
- 遠鉄バス磐田市立病院福田線・磐田天竜線・中ノ町磐田線「南高校」停留所から、徒歩2分
- 秋葉バスサービス磐田線「南高校前」停留所から徒歩2分

## 学校行事
- 毎年6月第1金曜日～土曜日頃に「はぐま祭」とよばれる文化祭が行われる。

## 部活動
- 運動部では水泳（水球）部、陸上部の活躍が目立つ。
  - 旧制中学（見付中学校）時代の1936年ベルリンオリンピックの水泳で3人のメダリストを輩出。後に3選手を讃えるレリーフが作製され、プールサイドに飾られている。
  - 戦後は陸上部の活躍が顕著。インターハイでは第1回大会の総合優勝を皮切りに計4回全国制覇（１、３、５、２５回大会）を成し遂げている。第1回の優勝得点46点は現在でも男子総合得点の2位である。(1位6点制であった）男子100mでは4人の優勝者を出しているが現在でも他校にはない。手動計時で残っていた大会記録は同校熊谷真選手である。特に棒高跳でコンスタントにインターハイへ選手を輩出するなど活躍している。ちなみに高校生で初めて4mを超えた選手は同校佐藤正治選手である。

## 未履修問題
理科総合Bの未履修及び情報B、保健、世界史Aの履修不足が発覚。学校側は解決策として補習及び授業の置き換えをした。(2006年10月)

## 著名な卒業生
- 牧野正蔵（1933年卒） - ロサンゼルス五輪(1932年)競泳1500m自由形の銀メダル、及びベルリン五輪競泳400m自由形の銅メダリスト
- 寺田登（後に伊藤登）（1935年卒） - ベルリン五輪競泳1500m自由形の金メダリスト
- 杉浦重雄（1936年卒） - ベルリン五輪競泳800mリレーのメンバー、金メダリスト
- 水野勝（1951年卒） - 元東京国税局局長、元大蔵省主税局局長、元国税庁長官、日本たばこ産業株式会社社長・会長・相談役・顧問歴任
- 田中良昭（1951年卒） - 仏教学者、僧侶（曹洞宗）、駒澤大学第29代総長・名誉教授
- 竹山裕（1948年入学？～のちに日比谷高校へ転校） - 静岡選出の元参議院議員
- 後藤修（1953年卒） - 元プロ野球選手
- 鈴木武樹（1953年卒） - ドイツ文学者、明治大学教授
- 足立直樹（1958卒） - 元凸版印刷社長、元日本印刷産業連合会会長、元デジタルコンテンツ協会会長
- 三遊亭圓王（1972年卒）- 落語家
- 与良正男（1976年卒） - 毎日新聞論説委員
- すずきB（鈴木弘康）（1989年卒） - 放送作家、『タモリ倶楽部』『『ぷっ』すま』など
- 山下康介（1992年卒） - 作曲家、編曲家。ドラマ『花より男子』、アニメ『ちはやふる』『磐田市歌』など
- 宮澤博行（1993年卒） - 元衆議院議員
- 小山展弘（1994年卒） - 衆議院議員
- 竹山祐右（1994年卒） - 漫画家、『カイゼルスパイク』『皇龍飯店 REST DRAGON』『デュアルジャスティス』『サムライリーガーズ』『はやめブラストギア』など
- 菰田敦子（1996年卒） - 元長野放送アナウンサー
- ghoma（成瀬篤志）（1998年卒） - ミュージシャン、カミナリグモでキーボード担当
- 池田千尋（1999年卒） - 映画監督『東南角部屋二階の女』※初監督作品
- 古橋拓真（1999年卒） - 元北陸放送アナウンサー、元瀬戸内海放送アナウンサー、元スッキリ!!リポーター
- 山縣苑子（2001年卒） - 元アナウンサー、TBS世界陸上リポーター
- 岩田温（2002年卒） - 政治学者
- 岡本達也（2005年卒） - 元プロサッカー選手、元ジュビロ磐田、ガイナーレ鳥取
- 伊藤弘美（2007年卒） - 元テレビ静岡アナウンサー
- 岡本麻希（後に橘れもん）（2007年卒） - 元タレント、元AV女優
- 松本圭世（2008年卒） - フリーアナウンサー、元愛媛朝日テレビアナウンサー、元テレビ愛知アナウンサー

## その他
- 校章はキク科植物のエンシュウハグマの葉をモチーフにしており、生徒会誌「白熊（はぐま）」や生活館「はぐま会館」の名前にも使われている。
- 見付中学創立当初、労作教育の一環で生徒自らグラウンドやプールの造成作業を行った。遠州のからっ風を防ぐためにグラウンドの周囲に築かれた「防風提」(通称：おだわらやま)が現在も残る。
- 竹山祐右の漫画『大道芸人稲月葉子』『カイゼルスパイク』には、磐田南高校をモデルにした学校が登場する。